# Mudlapura, Krishnarajpet
Mudlapura là một làng thuộc tehsil Krishnarajpet, huyện Mandya, bang Karnataka, Ấn Độ.